# 教会史
教会史（きょうかいし、英語: Church History、ドイツ語: Kirchengeschichte）は、キリスト教の歴史を今後の教会形成と教会観の確立のための視点で研究する神学の一部門。それに対してキリスト教史、キリスト教思想史はキリスト教の歴史を宗教史、文化史、精神史の視点から考察して研究する学問。

## 定義
- ローマ・カトリックにおいては、J・ロルツら古典的な学者によっては、教会はキリストの贖罪の業を終末まで保つために組織された救世主の神秘体であるとして、教会史は歴史学と似ているが、自然科学とは本質を異にしている、啓示の原理で学ばれるものであると定義されており、キリスト教史とは異なると定義されている。しかし、近年の学者H・イェーデンらは、教会史を固定した教会観から考察する事と批判して、一般史学の実証科学的方法を用いて教会を研究する神学部門であると定義している。
- プロテスタントにおいては、F・C・バウアは教会史を一概念の弁証的展開の歴史と見て、ヘーゲルの歴史的観念を反省させた。H・ボルンカムは世界における福音の感化の歴史を捉えた。G・エーベリングは教会史を聖書解釈の歴史であると捉えた。K・D・シュミットは教会史とは活動を続けているキリストの歴史であると捉えた。

## 歴史

### 古代
- 初代教会成立とその後についての資料は「福音書」と「使徒行伝」である。
- 最初の教会史家はエウセビオスである。全10巻の『教会史』を著した。
- 修道士ルフィヌスはエウセビオスをラテン語訳して、後編を付けた。
- 5世紀のソクラテス・スコラスティコスが西暦305年から438年までの教会史を記述し、全7巻の『教会史』を著した。教会史家ソゾメノス(en) は西暦323年から425年までの教会史を記述し、全9巻の『教会史』を著した。
- 同じく5世紀のキュロスの主教、テオドレトスはアリウス派の勃興から西暦429年までの教会史を記述した。また、『異端の記述の概要』や『シリアの修道士の歴史』を著した。

### 中世
- 中世ではカッシオドルスがそれまでの教会史を要約して『教会史3部作』を著し、グレゴリウス1世がフランク教会史を編纂した。
- 8世紀にベーダが『イギリス教会史』を編纂した。
- 14世紀にはトロメーオが24巻の『教会史』を編纂した。

### 宗教改革
- フラキウス・イリリクスは宗教改革期における論争のために『教会史』を著した。
- カトリックでは、バロニウスが12世紀までの教会史を論述して『教会年代記』を著した。
- 「近代教会史の父」と呼ばれるJ・L・フォン・モースハイムは、教会史を教派間の葛藤から解放して、教義や制度などを歴史学的に確立した。

### 近代
- F・C・バウアはテュービンゲン学派の指導者でゲオルク・ヴィルヘルム・フリードリヒ・ヘーゲルの歴史哲学の影響を受けて、弁証法的解釈を展開した。その思想は、アルブレヒト・リッチュル、アドルフ・ハルナックなどに受け継がれた。

### 現代
- 英語圏ではフィリップ・シャフ(en)やウィリストン・ウォーカー(en)の『教会史』がよく知られている。
- アリウス論争の歴史については、ヘンリー・メルヴィル・グワトキン(en) の『アリウス派の研究』がある。
- 日本語文献としては、園部不二夫著作集第三巻『初代教会史論考』がある。